# Pobol y Cwm
Pobol y Cwm (Die Leute vom Tal) ist eine populäre Seifenoper auf Walisisch, die von der BBC seit Oktober 1974 produziert wird und die erste walisische Serie war. Zugleich ist sie die am längsten von der BBC produzierte Serie. Sie wird täglich außer samstags auf dem walisischsprachigen Sender S4C gezeigt.
Pobol y Cwm ist sehr beliebt und die Sendung in Wales, die neben Rugby am meisten gesehen wird. Jede Woche gibt es fünf neue Episoden. Alle Folgen der Woche werden dann am Sonntagnachmittag hintereinander gezeigt.
Der Ort der Serie Cwmderi ist fiktiv, er liegt zwischen den Städten Carmarthen und Llanelli. Dort leben Familien, Singles und Paare. Es gibt Geschäfte, einen Frisör, eine Schule und eine Autowerkstatt. In der Dorfkneipe oder in einem Café trifft man sich und plaudert. Das Leben der Dorfbewohner wird recht realitätsnah wirkend dargestellt. Ehekrisen, Affären, Geldnot, die globale Finanzkrise, Liebeskummer, Schwangerschaft und Drogenabhängigkeit werden gezeigt. Realgesellschaftliche und auch realpolitische Entwicklungen und Diskurse werden sensibel aufgegriffen.
Für die Serie sind sowohl englisch- wie walisischsprachige Untertitel verfügbar. Damit ist sie auch für Lernende der walisischen Sprache sehr hilfreich.
Ioan Gruffudd, der international bekannt ist, stellte in der Serie zwischen 1987 und 1994 Gareth Wyn Harries dar. Andere bekannte Schauspieler, die in der Serie auftraten, waren Rachel Thomas, Huw Garmon, Gillian Elisa, Ieuan Rhys, Aneirin Hughes, und Gwenno Saunders (von The Pipettes).

## Derzeitige Charaktere
In dieser Liste finden sich die Darsteller und ihre Rolle in der Serie. Besonders lange, nämlich fast 28 Jahre seit 1984, war der Darsteller des Dorfkrämers Denzil Rees, Gwyn Elfyn, bei Pobol y Cwm zu sehen. Stand der Liste ist 2012.
- Llinor ap Gwynedd: Gwyneth Jones
- Rhys Bidder: Macs White
- Nia Caron: Anita Pierce
- Jeremi Cockram: Siôn White
- Sera Cracroft: Eileen Markham
- Aled Davies: Rhys Llywelyn
- Arwel Davies: Eifion Rowlands
- Arwyn Davies: Mark Jones
- Donna Edwards: Britt Monk
- Bethan Ellis Owen: Ffion Llywelyn
- Gwyn Elfyn: Denzil Rees
- Marged Esli: Nansi Furlong
- Mark Flanagan: Huw "Jinx" Jenkins
- Alex Harries: Scott Lewis
- Elin Harries: Dani Thomas
- Rhys Hartley: Huw White
- Justin Jones: Ieuan Griffiths
- Mirain Alaw Jones: Lois Evans
- Gareth Lewis: Meic Pierce
- Richard Lynch: Garry Monk
- Nicholas McGaughey: Brandon Monk
- Caryl Morgan: Izzy Evans
- Jonathan Nefydd: Colin Evans
- Victoria Plucknett: Diane Ashurst
- Catrin Powell: Cathryn "Cadno" Richards
- Maria Pride: Debbie Collins
- Dyfan Rees: Iolo White
- Iwan Roberts: Kevin Powell
- Sharon Roberts: Gaynor Evans
- Tonya Smith: Yvonne Evans
- Andrew Teilo: Hywel Llywelyn
- Emily Tucker: Sioned Rees
- Lisa Victoria: Sheryl Hughes
- Simon Watts: Gethin Thomas
- Tomos West: Ricky Jones
- Buddug Williams: Marian Rees ("Anti Marian")
- Siôn Ifan Williams: Liam Collins
- Emyr Wyn: Dai Ashurst
- Darren Borst: "Dafyd Ap Bleddyn"

## Frühere oder gelegentlich auftretende Personen
- Rhys ap Hywel: Jason Francis
- Rhys ap William: Cai Rossiter
- Heledd Baskerville: Lucy Steadman
- Emyr Bell: D.I. Gwyn Lewis
- Geraint Benney: Geraint
- Aled Bidder: Wiliam Parry
- Eirlys Britton: Beth James
- Ieuan Rhys: Sgt Glyn James
- Huw Ceredig: Reg Harris
- Glan Davies: Clem
- Huw Euron: Darren Howarth
- Gillian Elisa: Sabrina Ashurst
- Hywel Emrys: Derek Jones
- Huw Garmon: Steffan Humphries
- Ioan Gruffudd: Gareth Wyn
- John Harries: Jon y Post
- Phylip Harries: Ken Coslett
- Brian Hibbard: Johnny Mac
- Siw Hughes: Kathleen Pearl Jones
- Kate Jarman: Erin Medi Hughes
- Harriet Lewis: Maggie Mathias
- Marc Llewellyn: Rhodri Lewis
- Catrin Mara: Nesta Roberts
- Grug Maria: Julie Hughes
- Elen Morgan: Lydia Lewis
- Paul Morgans: Dwayne Richards
- Dewi Pws Morris: Wayne Harris
- Lisa Palfrey: Rhiannedd Frost
- Lauren Phillips: Kelly Evans
- Shelley Rees: Stacey Jones
- Iwan Rheon: Macs White
- Rosalind Richards: Kim
- Gwynfor Roberts: Gwynfor
- Helen Rosser Davies: Sara Francis
- Cadfan Roberts: Glan Morris
- Mared Swain: Carys Jenkins
- Ed Thomas: Dr Gareth
- Rachel Thomas: Bella Davies
- Charles Williams: Harri Parri
- Gari Williams: Edgar Sutton
- Owen Williams: Mathew Price